# 山本産業
山本産業株式会社（やまもとさんぎょうかぶしきがいしゃ）は、大阪府和泉市黒鳥町1丁目3番16号に位置する日本のカーペットメーカー。
「国内で生産するカーペットの約10分の1」のカーペットを製造している。ホテルやオフィス、鉄道や航空機で用いられるカーペット、自動車のオプションマット等のOEM生産がメインの事業。

## 沿革
- 1921年(大正10年)：綿織物業で創業。
- 1950年(昭和25年)：法人改組 山本産業株式会社設立。
- 1959年(昭和34年)：カーペットの製造開始。
- 1969年(昭和44年)：大阪府堺市原山台日本敷物団地に堺工場を建設。米国サザンマシン社のタフト機械設備を導入。
- 1970年(昭和45年)：車両用ラインカーペットの本格的生産に着手。
- 1980年(昭和55年)：本社工場及び事務所竣工。米国ビゲロー・サンフォード社とカーペットに関する技術導入契約を締結。電気カーペットの生産に着手。
- 1981年(昭和56年)：米国テキスタイル・ラバー社よりカンガバックの技術導入。新ウレタンコーティング分野の開拓。
- 1984年(昭和59年)：カーペットの配送センター、㈱カーペットワークスを設立。保管、裁断、配送機能の強化。JIS(日本工業規格) L4405 タフテッドカーペット 表示工場No.584016号 通商産業大臣の許可を受ける。
- 1986年(昭和61年)：押し出しラミネートコーティングライン増設。韓国Kohap社へ、カーペット生産技術供与契約。
- 1989年(平成元年)：タイルカーペットコーティングライン製造設備導入、一貫生産開始。カーペットCADハイレゾリューションタイプ導入。
- 1994年(平成6年)：インドネシアCPC社へカーペットの生産技術供与契約。
- 1995年(平成7年)：フォームコーティングを中心としたテストプラントを完成。ヤマサンインターナショナルコーポレーションを米国・ジョージア州に設立。
- 1997年(平成9年)：オランダ ネドグラフィック社のカーペットCADシステム導入 デザインネットワークシステム設立。
- 2003年(平成15年)：ラテックス・コーティングラインにフォーム加工設備の増設。
- 2005年(平成17年)：JIS L4406 タイルカーペット 認定番号 5JS0503 取得。
- 2006年(平成18年)：3/4G+3/4Gプレーンカット(ロングバイル)タフト機 導入。
- 2007年(平成19年)：カンガバックライン　ウレタンメカフロシステム導入。
- 2008年(平成20年)：オーストリアMODRA社 M tuft タフト試作機導入。新JIS タイルカーペット JIS L4406 認証取得 NO.QT 050 8004
- 2011年(平成23年)：JIS L4406 更新
- 2013年(平成25年)：ISO 14001：2004　認証取得 ISO　9001：2008　認証取得
- 2014年(平成26年)：米国 CMC社　1/10Gループ カラーポイント・インフィニティー機 日本初導入。
- 2015年(平成27年)：米国 CMC社　1/10Gループ ハイスピード タフト機 導入。 マルチコーティング機導入。
- 2016年(平成28年)：オーストリア ZIMMER社　フルカラーデジタルジェットプリントマシーン クロモジェット800 日本初導入。 デンマーク Fletco社との総合業務提携締結。
- 2021年(令和3年)：防音マットを中心に扱うtoC向け事業「MUTE」を開始
- 2024年(令和6年)：コーポレートサイト、及び、ドメインをリニューアル